# Ormiscodes ruschweyhi
Ormiscodes ruschweyhi är en fjärilsart som beskrevs av Berg 1885. Ormiscodes ruschweyhi ingår i släktet Ormiscodes och familjen påfågelsspinnare. Inga underarter finns listade i Catalogue of Life.